# Marie Daveluy
Marie Marguerite Cécile Alice Louise Daveluy (* 20. März 1936 in Victoriaville) ist eine kanadische Sängerin (Sopran) und Musikpädagogin.

## Leben
Die Schwester des Organisten und Komponisten Raymond Daveluy studierte von 1956 bis 1959 in Wien bei Ferdinand Grossmann und Viktor Graef. Sie debütierte 1959 an der Oper des Salzburger Landestheaters als Zerbinetta in Richard Strauss’ Ariadne auf Naxos und gehörte dann zwei Jahre lang dem Ensemble des Hauses an. Von 1961 bis 1966 war sie an der Heidelberger Oper engagiert und sang dort mehr als dreißig Rollen in Opern von Mozart (u. a. die Königin der Nacht, Susanna, Zerlina, Despina und Constanza), Verdi (Gilda, Anna), Flotow (Martha) und anderen. Daneben setzte sie ihre Gesangsausbildung in München bei Henny Schöner und Peter Schneider fort.
In Quebec sang sie am Théâtre lyrique de Nouvelle-France und trat als Konzertsängerin mit dem Quebec Symphony Orchestra, dem CBC Montreal Chamber Orchestra und bei den Concerts Couperin auf. Von 1972 bis 1977 organisierte sie die Konzertreihe Musique vivante in Trois-Rivières. Gesang unterrichtete sie von 1971 bis 1984 an der Universität Québec und von 1973 bis 1981 sowie ab 1984 am Conservatoire de musique du Québec (CMM). Auf Schallplatte nahm sie mit der Pianistin Diane Mauger elf Lieder von Jean Chatillon (1974) und für das Album Musique québécoise 'nos compositeurs Lieder von Rodolphe Mathieu sowie dessen Deux Poèmes mit dem Classical Quartet of Montreal (1977) auf. Ihr Sohn ist der Balletttänzer und Choreograph René Daveluy.